# Alberto Ruiz de Galarreta Mocoroa
Alberto Ruiz de Galarreta y Mocoroa, alias Manuel de Santa Cruz (San Sebastián, 28 de diciembre de 1922-†Valencia, 12 de septiembre de 2019) fue un médico militar, coronel y escritor español.

## Biografía
Militante carlista ya en su juventud, perteneció a la Agrupación Escolar Tradicionalista (AET) desde antes de la guerra civil. Durante la contienda perteneció a los pelayos y, concluida la misma, se trasladó con su familia a Valencia, donde estudió Medicina. Quiso entrar en la Compañía de Jesús, pero sus superiores discernieron que no tenía vocación sacerdotal. Ingresó después en el Cuerpo de Sanidad de la Armada, llegando a alcanzar el grado de coronel médico.
En la década de 1960 colaboró con el jefe delegado de la Comunión Tradicionalista, José María Valiente, y participó en numerosas iniciativas dirigidas a salvaguardar la unidad católica de España como principio político. Fue uno de los colaboradores habituales del semanario ¿Qué pasa? y del diario El Pensamiento Navarro. También colaboró en la revista Fuerza Nueva, así como en la Ciudad Católica y la revista Verbo.
Recogió una enorme cantidad de datos sobre la historia del carlismo durante el franquismo, con los que escribió la obra Apuntes y documentos para la historia del tradicionalismo español, 1939-1966, publicada en 28 tomos entre 1979 y 1991, bajo el pseudónimo de «Manuel de Santa Cruz» (en alusión al cura Santa Cruz). Con ella pretendía completar la extensa obra de Melchor Ferrer titulada Historia del Tradicionalismo Español, que cubría hasta el año 1939.
Fue cofundador y el principal redactor de la revista pamplonesa Siempre P'alante (1982-2021), publicación de periodicidad semanal y posteriormente quincenal, que se propuso continuar con la senda doctrinal marcada por el periódico carlista El Pensamiento Navarro en el ámbito religioso, concretamente para defender la confesionalidad católica del Estado y «reconquistar» la unidad católica. Siempre P'alante se inspiraba asimismo en la revista pamplonesa La Avalancha, editada entre 1895 y 1950.
A partir de 1989, con ocasión del XIV centenario de la conversión de Recaredo, organizó anualmente en Zaragoza, junto con el sacerdote José Ignacio Dallo Larequi y la Unión Seglar San Francisco Javier, unas Jornadas por la Unidad Católica de España.
En 2013 Sixto Enrique de Borbón le concedió la Gran Cruz de la Orden de la Legitimidad Proscrita.
En sus artículos periodísticos, además de «Manuel de Santa Cruz», usó los pseudónimos «J. Ulibarri», «Aurelio de Gregorio» y «Dr. Felipe Fernández Arqueo», entre otros.
El año 2022, centenario de su nacimiento, a iniciativa de algunos de los que fueron sus amigos y correligionarios, se inaugura en Valencia el Círculo Cultural Alberto Ruiz de Galarreta, de la Comunión Tradicionalista, en homenaje a quien fuera activo militante carlista hasta su muerte.

## Obras
- El doctor José Gómez Ocaña: su vida y su obra (1958)
- Más allá de la deontología médica (1962)
- Apuntes y documentos para la historia del tradicionalismo español, 1939-1966 (1979-1991): 28 volúmenes.
- La Unidad Católica de España [selección de artículos en Siempre P'alante] (2023)